# Prince Louis Rwagasorestadion
Het Prince Louis Rwagasorestadion is een multifunctioneel stadion in Bujumbura, Burundi. Het wordt vooral gebruikt voor voetbalwedstrijden. In het stadion kunnen 10.000 toeschouwers. 
Het is vernoemd naar minister-president Louis Rwagasore (1932–1961).